# Rosa Iervolino
 (mars 2025).
Si vous disposez d'ouvrages ou d'articles de référence ou si vous connaissez des sites web de qualité traitant du thème abordé ici, merci de compléter l'article en donnant les références utiles à sa vérifiabilité et en les liant à la section « Notes et références ».
Rosa Iervolino, dite Rosa Russo Iervolino, née le 17 septembre 1936 à Naples en Campanie, est une femme politique italienne.
Fille d'une figure de la DC, elle est diplômée en droit et devient sénatrice en 1979. Elle entre au gouvernement en 1987 comme ministre sans portefeuille, déléguée aux Affaires sociales auprès de Giovanni Goria. En 1992, elle est promue ministre de l'Éducation avant de prendre la présidence du conseil national de la DC. Elle accompagne alors sa transformation en PPI.
Après que L'Olivier a remporté les élections anticipées de 1996, elle est rappelée au gouvernement deux ans plus tard en tant que ministre de l'Intérieur. C'est la première fois qu'une femme exerce une fonction régalienne en Italie. Relevée de ses fonctions en 1999, elle est élue maire de Naples en 2001 et accomplit deux mandats de cinq ans. Elle se retire donc en 2011 de la vie politique.

## Biographie et activité politique
Elle est la fille d'Angela Raffaele Iervolino, membre de la Démocratie chrétienne (DC) et plusieurs fois ministre dans les années 1940 et 1960.

### Débuts professionnels
Après avoir obtenu son diplôme de droit, elle intègre le département d'études du conseil national de l'économie et du travail (CNL) en 1961. Elle y reste sept ans, puis entre, en 1969, au département juridique du ministère du Budget, qu'elle quitte en 1973.

### Débuts en politique
Membre de la DC, elle a été vice-présidente de la fédération des femmes entre 1968 et 1978. Le 20 juin 1979, elle est élue au Sénat de la République, où elle siège jusqu'en 1992. Elle y prend, en 1985, la présidence de la commission parlementaire de surveillance de l'audiovisuel public, qu'elle occupe deux ans.

### 1987-1992: ministre des Affaires sociales
À la suite des élections générales du 14 juin 1987, elle est nommée, le 28 juillet, ministre, sans portefeuille, pour les Affaires sociales, dans le gouvernement du chrétien-démocrate Giovanni Goria. Elle est confirmée, le 13 avril 1988, par Ciriaco De Mita, le 22 juillet 1989 et le 12 avril 1991 par Giulio Andreotti.
Dans ce cadre, elle promeut, avec l'ancien président du Conseil des ministres socialiste, Bettino Craxi, du « texte unique des lois en matière de discipline des stupéfiants et des substances psychotrope ». Cette législation, qui établit la pénalisation des consommateurs, est cependant critiquée par les opposants à la prohibition.

### 1992-1994: ministre de l'Éducation
Après les élections générales des 5 et 6 avril 1992, elle devient, le 28 juin, ministre de l'Éducation, dans le gouvernement du socialiste Giuliano Amato, et démissionne de son mandat de sénatrice. Elle décide alors du retrait d'une campagne anti-SIDA sous format de bande dessinée destinée à expliquer l'usage du préservatif dans les lycées, qui suscite des polémiques.
Le 27 octobre 1992, elle remplace Ciriaco De Mita à la présidence du conseil national de la Démocratie chrétienne, devenant la première femme à occuper cette fonction et la femme à avoir exercé les plus hautes responsabilités dans le parti. Son texte sur la lutte contre les stupéfiants est abrogé, l'année suivante, par référendum populaire.

### 1994-1996: du centre au centre-gauche
Ayant accompagné le mouvement de rénovation interne de la DC, laminée par l'opération Mains propres, conduit par le secrétaire Mino Martinazzoli, elle rejoint, le 29 janvier 1994, le Parti populaire italien (PPI), qui réunit l'immense majorité des membres de l'ancienne formation et se positionne au centre gauche. 
Aux élections générales des 27 et 28 mars 1994, elle est élue à la Chambre des députés dans le cadre du Pacte pour l'Italie, une coalition centriste qui se révèle être un échec. Cette défaite conduit Martinazzoli à la démission et Iervolino prend la direction du comité de régence, qui conduit le PPI jusqu'à son congrès suivant.
À l'approche des élections générales du 21 avril 1996, elle favorise le rapprochement du PPI avec le Parti démocrate de la gauche (PDS), successeur réformiste et social-démocrate du Parti communiste italien (PCI). Les deux formations, s'associant avec d'autres petits partis, constituent, sous la direction de l'ancien ministre et économiste Romano Prodi, la coalition de L'Olivier.

### 1997-2001: la coalition de L'Olivier
L'alliance remporte le scrutin, au cours duquel elle conserve son mandat de députée. Le 21 octobre 1998, Massimo D'Alema, chef de file des Démocrates de gauche (DS, successeur du PDS), est nommé président du Conseil des ministres. Il forme alors son gouvernement, dans lequel elle devient ministre de l'Intérieur. C'est la première fois qu'une femme occupe ce poste dans l'histoire de l'Italie.
Elle n'est pas reconduite lorsque D'Alema forme son second exécutif, le 22 décembre 1999, mais elle prend alors la présidence de la commission des Affaires constitutionnelles de la Chambre des députés.

### 2001-2011: Maire de Naples
Candidate de L'Olivier aux élections municipales du 13 mai 2001 à Naples, elle est élue maire de la ville au second tour, avec 52,9 % des suffrages exprimés contre Antonio Martusciello, membre de Forza Italia et soutenu par la Maison des libertés. Au conseil municipal, le centre-gauche remporte 36 des 60 sièges à pourvoir. En 2002, le PPI fusionne avec d'autres petites formations du christianisme social pour former Démocratie et liberté - La Marguerite (DL).
Elle est réélue lors des élections des 28 et 29 mai 2006, en remportant 57,2 % des voix dès le premier tour, contre l'ancien préfet de police Antonio Martusciello, candidat de la Maison des libertés. Au sein du conseil municipal, l'alliance de centre-gauche se renforce, avec 38 élus sur 58.
Le 23 mai 2007, elle intègre le comité national pour la création du Parti démocrate (PD), qui rassemble les Démocrates de gauche (DS) et DL.
Elle ne se représente pas aux élections municipales de mai 2011, qui voient l'échec total de la candidature démocrate, le préfet Mario Morcone ne remportant que 19,1 % des voix et cinq sièges sur 45. Le scrutin est remporté par la coalition formée par Luigi de Magistris, de l'Italie des valeurs (IDV).

### Vie privée
Mère de trois enfants, grand-mère, elle est la veuve d'un médecin universitaire. Elle est généralement connue sous le nom de Rosa Russo Jervolino, abrégé en RRJ, la présence du J s'expliquant par une ambiguïté graphique qui a longtemps existé dans la langue italienne.
Cependant, son véritable nom est Rosa Iervolino, puisque la loi italienne interdit de substituer son nom de naissance par celui de son époux. En revanche, aux élections, elle se présente comme Rosa Iervolino Russo, puisque la loi électorale permet d'ajouter, après son patronyme, un autre nom ou un pseudonyme.